# Noema (Musik)
Das Noema (altgriechisch νόημα nóēma „Gedanke, Sinn, Gesinnung, Sinnesart, Vorhaben, Entschluss, Denkkraft“, zu νοεῖν noeín „wahrnehmen, denken“; siehe auch Nous) ist eine musikalisch-rhetorische Figur, die einen homophonen Abschnitt in einer polyphonen Komposition bezeichnet.
Im wörtlichen Sinn ist das Noema der Inhalt des Denkens, Meinens und Phantasierens, das heißt, dass das Noema vom real existierenden Gegenstand differenziert wird und deshalb ideeller Bestandteil des Bewusstseinstromes ist, wohingegen die Noesis reeller Bestandteil ist. 
In der Rhetorik entsteht das Noema, wenn durch eine bestimmte Äußerung mehr zu erkennen gegeben als wörtlich ausgedrückt wird. Dies wird durch einen vom sich umgebenden Redestil unterschiedlichen und somit abhebenden Sprachgebrauch realisiert.
Ähnlich wie das rhetorische Noema hebt das musikalische Noema einen bestimmten Textabschnitt mittels einer Abweichung von der umgebenden Kompositionsweise (homophoner Teil in polyphonem Stück) hervor. Die Musik fungiert somit als textausdeutendes Mittel. Der homophone Teil, der aus einer Anhäufung von Konsonanzen besteht, klingt im polyphonen Kontext  "lieblich anregend und außerordentlich streichelnd auf Ohren und Gemüte, […]" (Burmeister). Burmeister betont zudem, dass "diese Verzierung, je nachdem wie sie die Abschnitte der Komposition gestaltet, […] nicht durch isolierte Beispiele, sondern aus dem Kontext der ganzen Komposition […]"  erkennbar ist. Er gibt außerdem zu erkennen, "dass das Noema stets mit textlichen Höhepunkten der Komposition" zusammenfällt.
Auch Thuringus bezeichnet das musikalische Noema als "eine Häufung reiner concordantiae in einer Stelle und wird in Motetten am lieblichsten angebracht." Allerdings wird hier die resultierende Hervorhebung der Textstelle nicht konstituiert. Bei Susenbrotus geschieht ein Noema dann, "wenn wir etwas vorsichtig oder versteckt zu erkennen geben, was der Zuhörer von sich aus erraten kann." Susenbrotus’ Definition der musikalischen Noema ist somit der rhetorischen Definition sehr nahe.
The New Grove Dictionary of Music and Musicians definiert das Noema analog zu Burmeister, unterscheidet jedoch zusätzlich noch 4 Typen:
- Analepsis: Zwei unmittelbar angrenzende Noemata
- Mimesis: Zwei aufeinanderfolgende Noemata, das zweite in einer anderen Tonlage
- Anadiplosis: Zwei aufeinanderfolgende Mimesis
- Anaploce: Eine Wiederholung des Noemas, zuerst in Chor A, dann in Chor B während A pausiert